# یاسر عبدل سعید
یاسر عبدل سعید (زاده ۲۷ ژانویه ۱۹۵۷) یک فراری در لیست ده فرد تحت بیشترین تعقیب اف‌بی‌آی است. او یک مصری ساکن ایالات متحده است که برای قتل دو دختر نوجوان در ایروینگ، تگزاس تحت تعقیب است.